# João Bosco

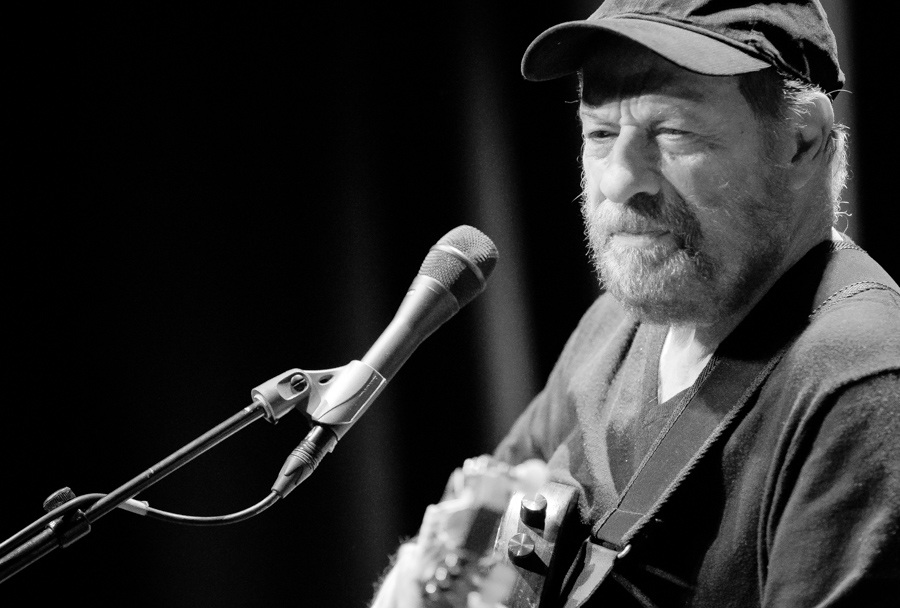
Joao Bosco (2019)
Bild: Tore Sætre

João Bosco (* 13. Juli 1946 in Ponte Nova, Minas Gerais, Brasilien), eigentlich João Bosco de Freitas Mucci ist ein brasilianischer Komponist, Sänger und Gitarrist. Er ist sehr erfolgreich im Duo mit dem Texter Aldir Blanc und wurde bekannt als Interpret eigener Lieder.

## Leben
João Bosco stammt aus einer musikalischen Familie. Seine Mutter und Schwester spielten Violine bzw. Klavier. Bereits als 13-jähriger Junge profilierte er sich als Sänger und akustischer Gitarrist und gründete seine erste eigene Band. Seine Leidenschaft galt damals dem Rock ’n’ Roll von Elvis bis Little Richard. In den 1960ern studierte er in Ouro Preto, Minas Gerais Ingenieurwissenschaften. Musikalisch vollzog er dann einen Schwenk in Richtung Bossa Nova, die damals sehr in Mode war. Durch Zufall lernte Bosco den Poeten Vinícius de Moraes kennen, den er in Rio de Janeiro besuchte. Mehrere gemeinsame Lieder (Rosa dos Ventos, Samba do Pouso und O Mergulhador) entstanden.
In Rio de Janeiro lernte João Bosco auch den Psychiater und Liedertexter Aldir Blanc kennen. Nach Abschluss seines Studiums siedelte João Bosco ganz nach Rio de Janeiro über. Eine äußerst erfolgreiche Zusammenarbeit nahm ihren Anfang. Die Bossa Nova war allerdings mittlerweile nicht mehr so populär, so dass der „Mineiro“ und der „Carioca“ gezwungen waren, eine eigene musikalische Form zu entwickeln.
Den ersten gemeinsamen Erfolg hatte das Duo Bosco/Blanc 1972 mit der Komposition „Bala com Bala“, die die Sängerin Elis Regina damals aufnahm und so viel zu der Bekanntheit des Stückes beigetragen hat. Eine erste eigene LP folgte 1973.
Der große Durchbruch für João Bosco als Sänger und Gitarrist folgte 1982 mit der LP „Commissão de Frente“. Der Titel beschreibt eine Gruppe beim Karnevalsumzug. Die Schallplatte verkaufte sich sehr gut. Der Musiker beherrscht stilistisch eine große Bandbreite wie etwa Balladen, Samba, Rock oder Bossa Nova. Neben der brillanten Technik auf der akustischen Gitarre zeichnet João Bosco eine bemerkenswerte Stimme aus. Er setzt oftmals Scat-Gesang ein, perkussiv mit starker afro-brasilianischer Färbung. Viele der Stücke João Boscos zeichnen sich durch einen mitreißenden Swing aus.
Die Texte der Lieder des Duos Bosco/Blanc beschäftigen sich mit dem Menschen und seinem alltäglichen Leben. Dabei wird ein stark umgangssprachlicher Jargon benutzt, dem portugiesischsprechende Nichtbrasilianer nicht immer unmittelbar zu folgen vermögen.
João Bosco gibt Konzerte rund um den Erdball, spielte in der Carnegie Hall in New York, trat bereits sieben Mal beim Montreux Jazz Festival auf und machte 2007 eine Tournee zusammen mit der NDR Bigband durch Brasilien.

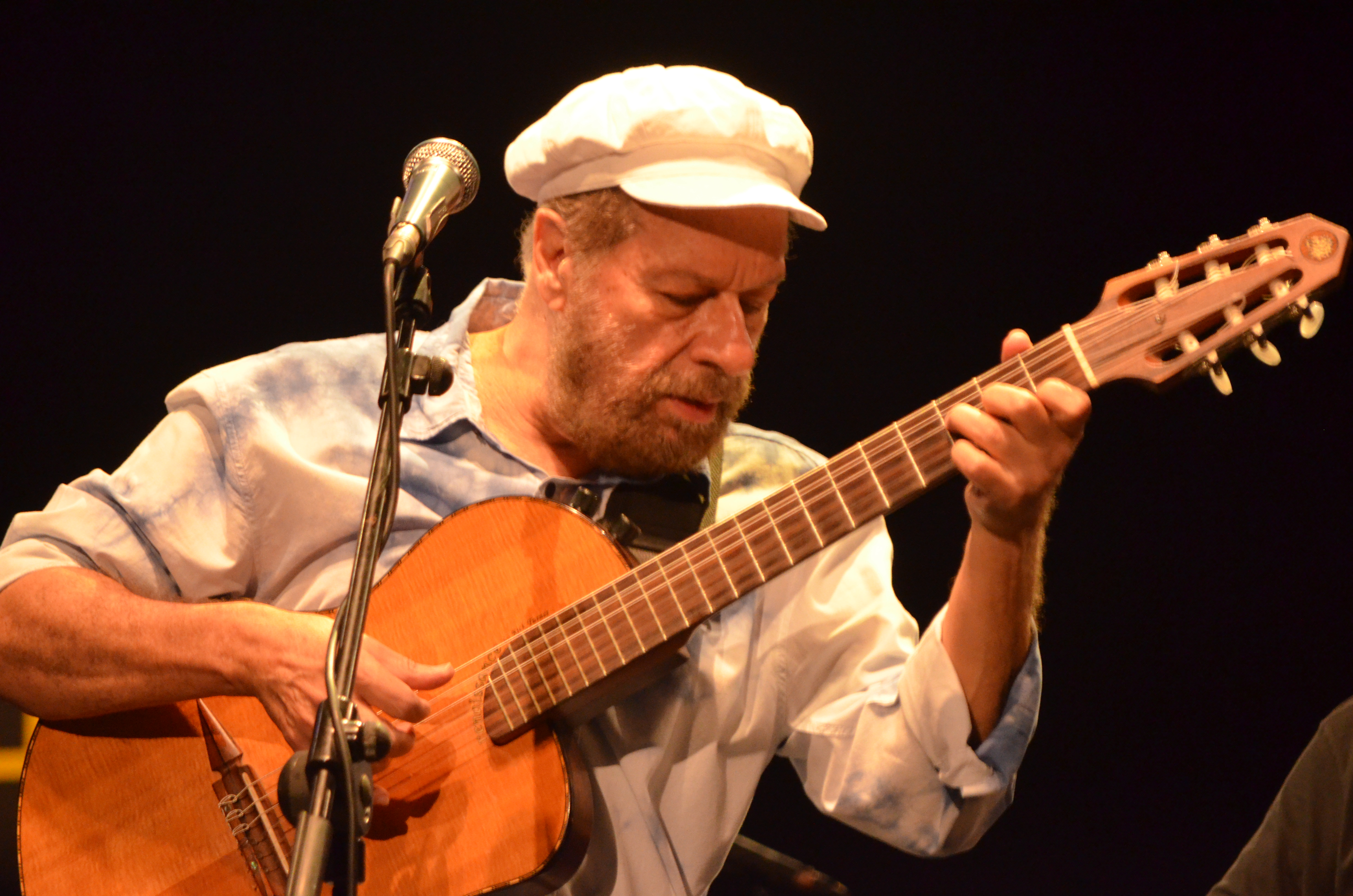
Joao Bosco (2018)

## Diskografie

### Alben
- 1972: Disco de Bolso (Pasquim)
- 1973: João Bosco
- 1975: Caça à Raposa
- 1976: Galos de Briga
- 1977: Disco de Ouro (mit Aldir Blanc)
- 1977: Tiro de Misericórdia
- 1979: Linha de Passe
- 1980: Bandalhismo
- 1981: Essa É a Sua Vida
- 1982: Comissão de Frente
- 1983: João Bosco ao Vivo
- 1984: Gagabirô
- 1986: Cabeça de Nego
- 1987: Ai Ai Ai de Mim
- 1989: Bosco
- 1991: Zona de Fronteira
- 1992: Acústico MTV
- 1994: Na Onda Que Balança
- 1995: Dá Licença Meu Senhor
- 1997: As Mil e Uma Aldeias
- 1998: Benguelê
- 2000: Na Esquina
- 2001: João Bosco ao Vivo
- 2003: Malabaristas do Sinal Vermelho
- 2003: Songbook 1/2/3
- 2009: João Bosco & Vinicius ao Vivo (BR: Gold)[2]
- 2010: Senhoras do Amazonas
- 2009: Não Vou Pro Céu, Mas Já Não Vivo No Chão
- 2012: 40 Anos Depois
- 2018: Mano Que Zuera

### Videoalben
- 2006: Obrigado Gente! Ao Vivo (BR: Gold)
- 2012: 40 Anos Depois